# Залужье (Волынская область)
Залужье (укр. Залужжя) — село в Устилугской городской общине Владимирского района Волынской области Украины.
Население по переписи 2001 года составляет 305 человек. Почтовый индекс — 44762. Телефонный код — 3342. Занимает площадь 0,835 км².